# Геодезична прецесія

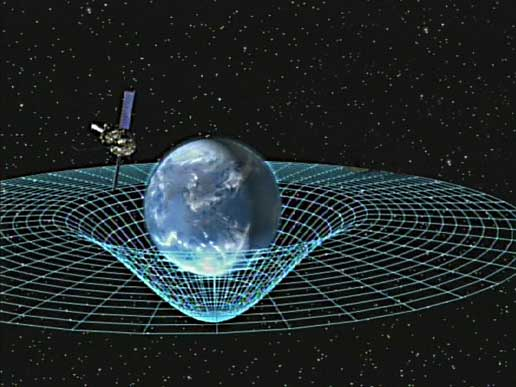

Геодезична прецесія (прецесія де-Сіттера) — ефект зміни напрямку осі обертання тіла, яке рухається в викривленому просторі-часі, передбачений загальною теорією відносності (ЗТВ), належить до її гравімагнітних ефектів.
ЗТВ передбачає кутову швидкість геодезичної прецесії для орбітального моменту імпульсу системи Земля—Місяць, яка рухається в гравітаційному полі Сонця, рівну 1,9 кутової секунди на рік, і це підтверджується спостереженнями. Також існує додатковий періодичний ефект з амплітудою {\displaystyle \lesssim 1.53\cdot 10^{-4}} кутових секунд, який називають геодезичною нутацією.